# Dalecarlia Cup
Dalecarlia Cup är en internationell fotbollsturnering för ungdomar, pojkar och flickor 8-17 år, som arrangeras i Borlänge (Sportfältet) varje sommar. 
Cupen spelades första gången 1981 då 67 lag deltog. År 2009 hade turneringen växt till 303 lag från 11 länder.
Id. Eftersom man ville ha en internationell prägel på turneringen döptes den till Dalecarlia Cup. Cupen arrangeras av fotbollsklubben IK Brage.
Dalecarlia Cup arrangerades 2022 med 451 deltagande lag.